# Kiwa puravida
Kiwa puravida is een tienpotigensoort uit de familie van de Kiwaidae. De wetenschappelijke naam van de soort is voor het eerst geldig gepubliceerd in 2011 door Thurber, Jones & Schnabel.